# Steffen Geyer

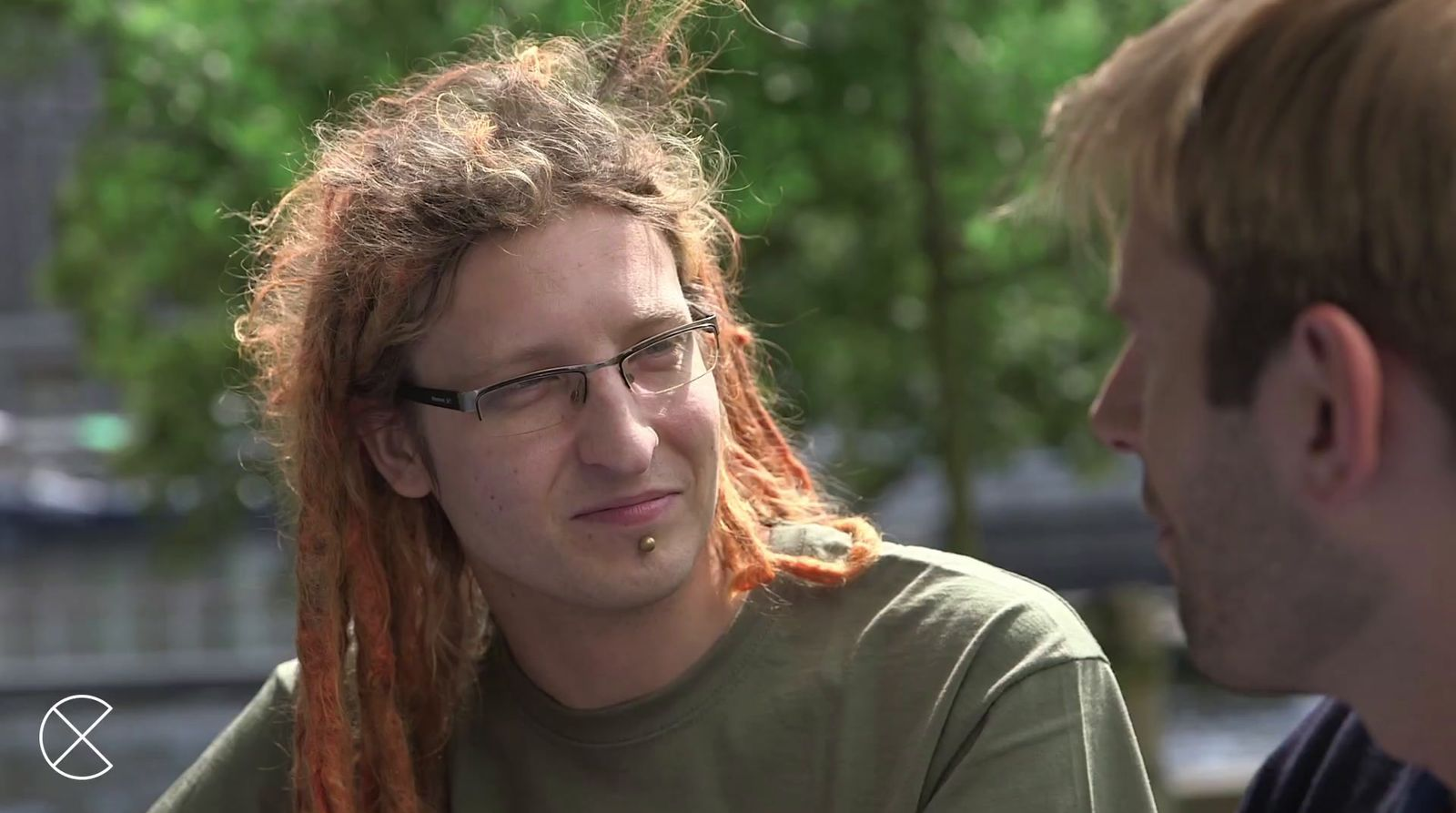
Steffen Geyer (2013)

Steffen Geyer (geboren am 13. Mai 1979 in Suhl) ist ein deutscher Aktivist, Blogger und Autor, der sich für die Legalisierung von Cannabis einsetzt.

## Leben und Wirken
Nach Abitur und Wehrdienst zog Geyer 1998 nach Berlin, um an der Freien Universität Rechtswissenschaften zu studieren. Im Laufe des Studiums beschäftigte er sich mit Drogenpolitik. Er gehörte zu den Initiatoren des Bündnisses Hanfparade und war von 2003 bis 2016 Versammlungsleiter und Sprecher der größten deutschen Demonstration für die Entkriminalisierung von Hanfprodukten, der Berliner Hanfparade, die jährlich stattfindet.
Von 2004 bis 2009 war er in der Geschäftsführung des Deutschen Hanf Verbandes tätig, der Interessenvertretung der deutschen Hanfbranche und privater Legalisierungsbefürworter. Mit einem Auftritt in der ARD-Sendung Menschen bei Maischberger im Mai 2007 wurde er auch außerhalb der Legalisierungsszene bekannt. Er ist in der Leitung des Berliner Hanfmuseums tätig.
Steffen Geyer lebt als freiberuflicher Autor und Aktivist in Berlin. Er ist Mitglied der SPD.

## Rezeption
Sein 2008 mit Georg Wurth veröffentlichtes Buch Rauschzeichen empfahl Susanne Mack im Deutschlandradio Kultur „alle(n) ab vierzehn“. Es sei besonders empfehlenswert für Eltern, „die sich sorgen, weil ihr pupertierender Nachwuchs noch von der Wasserpfeife auf der letzten Party schwärmt“. Stephan Quensel zog in seiner Rezension das Fazit: „Es gelingt den Autoren, dem internationalen Forschungsstand angemessen, abgewogen und leicht verstehbar [...] darzustellen. Man möchte deshalb [...] dieses Taschenbuch besorgten Eltern, Lehrern und allen denjenigen, die sich einmal in einer anderen, weniger dramatisierenden Weise über Cannabis informieren wollen, mit gutem Gewissen wärmsten ans Herz legen.“ 2016 war das Buch ein Lesetipp zu einer Sendung des WDR-Fernsehmagazins Quarks & Co zum Thema Cannabis. Es mache an Beispielen von Cannabis-Konsumenten und ihren Angehörigen deutlich, „wann Abhängigkeit beginnt und wie man Risiken früh genug erkennen kann“.

## Veröffentlichungen
- mit Georg Wurth: Rauschzeichen. Cannabis: Alles, was man wissen muss. KiWi-Taschenbuch, 2008, ISBN 978-3-462-03999-3. (rauschzeichen.de)
- An: Zauberfrau - Infantile Liebeslyrik in Zeiten der Pandemie Eigenverlag, 2021